# 방콕은행 FC
방콕은행 FC(태국어: สโมสรฟุตบอลธนาคารกรุงเทพ, 영어: Bangkok Bank Football Club)는 태국 방콕을 연고로 하던 축구 선수단으로, 타이 프리미어리그에 참가했다.
이 클럽은 방콕은행이 운영하였으며 1955년에 창단했으며 태국에서 가장 성공한 축구 팀이라는 평가를 받았다. 2008년 타이 디비전 1 리그로 강등되면서 해체되고 만다.

## 성적
- 타이 프리미어리그: 우승 1회 (1997)
- 태국 FA컵: 우승 4회 (1980, 1981, 1998, 1999)
- 코르 로얄컵 : 우승 11회 (1964, 1966, 1967, 1969, 1970, 1981, 1984, 1986, 1989, 1994, 1996)
- 꼬르 로얄컵: 우승 6회 1963, 1966, 1968, 1969, 1971, 1978
- 퀸스컵: 우승 3회 (1970 (공동 우승), 1983, 2000)

## 같이 보기
- 방콕은행